# سنساوودین
سنساوودین (انگلیسی: Censavudine، پیش‌تر Festinavir) (INN)، (BMS-986001) یک داروی پژوهشی جدید است که توسط بریستول-مایرز اسکوئیب برای درمان عفونت HIV تولید شده است.  در آغاز در دانشگاه ییل توسعه داده شد.